# 崔禹
崔 禹（さい う）は、中国の通俗歴史小説『三国志演義』に登場する架空の人物。

## 事績
朱然の部将として夷陵の戦いに登場する呉の将軍。
脱走してきた蜀軍の兵士から夜襲の密告を受ける。出撃しようとする朱然に対し「一兵卒の言うことなど信用できない」として朱然の代わりに出陣し、万が一のために朱然に夜襲の備えを固めるよう進言する。しかし待ち伏せしていた蜀軍に崔禹は捕えられ、劉備の前まで連れていかれて斬首されたうえに朱然軍は蜀軍の攻撃によって潰走してしまった。